# ヨンキュウ
株式会社ヨンキュウは、愛媛県宇和島市に本社を置く日本の水産商社である。東京証券取引所スタンダード市場上場。

## 事業所
- 本社 - 愛媛県宇和島市築地町二丁目318番地235
- 三崎事業所 - 神奈川県三浦市三崎5丁目-255-5
- 鹿児島事業所 - 鹿児島県垂水市潮彩町三丁目3番地1
- 蒲江種苗センター - 大分県佐伯市蒲江葛原浦森下1043番地1
- 東京営業所 - 東京都中央区築地四丁目14番19号
- 名古屋営業所 - 愛知県名古屋市北区会所町250番地1

## 沿革
- 1963年 - 「四国急速冷凍株式会社」設立。
- 1971年 - ブロイラーの加工並びに食肉の販売を目的として、四国食鳥株式会社（2002年解散）を設立。
- 1974年 - 鮮魚部門を開設。
- 1975年 - 水産餌料の販売を目的として、四国餌料販売株式会社を設立。
- 1978年 - 鮮魚の販売を目的として、四国水産株式会社を設立。
- 1982年 - 鮮魚の配送を目的として、四急運輸有限会社（現:四急運輸株式会社）設立。
- 1985年 - 本社工場を設置し、モイストペレットの製造を開始。
- 1987年 - 高知県宿毛市に宿毛工場（1998年に閉鎖）を設置。
- 1989年 - 愛媛県宇和島市に下波工場（2006年に本社工場に統合）を設置。
- 1990年 - 四国急速冷凍株式会社、四国餌料販売株式会社、四国水産株式会社が合併し、新しい「四国急速冷凍株式会社」として発足。
- 1991年 - 「株式会社ヨンキュウ」に社名変更。
- 1993年
  - 1月 - 大分県蒲江町（現:大分県佐伯市）に蒲江種苗センターを設置。
  - 3月 - 本社を現在地に移転。
  - 10月 - 日本証券業協会に株式を店頭登録。
- 1994年 - 神奈川県三浦市に鮮魚加工場を設置。
- 1998年 - 宿毛工場を閉鎖。
- 2004年 - 鹿児島県垂水市に鮮魚加工場（2006年に廃止）を設置。日本証券業協会への店頭登録取消、ジャスダック証券取引所に株式を上場。
- 2008年 - マグロ養殖事業への参入を図るため、日振島漁業協同組合の組合員との共同出資により「日振島アクアマリン有限責任事業組合」を設立。
- 2010年
  - 4月 - ジャスダック証券取引所と大阪証券取引所の合併に伴い、大阪証券取引所JASDAQに上場。
  - 8月 - 愛媛県宇和島市に本社製氷工場を設置。
- 2011年 - 株式会社海昇の全株式を取得し、完全子会社化。
- 2012年
  - 2月 - 株式会社魚力、有限会社松下水産、有限会社木村水産、有限会社坂本水産各社と資本・業務提携。　
  - 9月 - うなぎ養殖事業を行うため、株式会社西日本養鰻を設立。
- 2015年3月 - 鹿児島県曽於市に西日本養鰻曽於事業所(養鰻場)を設置
- 2018年
  - 8月 - 鹿児島県鹿屋市に西日本養鰻第二事業所(養鰻場)を設置。
  - 10月 - 株式会社最上鮮魚の株式を取得（持分法適用関連会社）。
- 2020年3月 - マルハニチロ株式会社、フィード・ワン株式会社及び坂本飼料株式会社各社との資本・業務提携。

## グループ会社
- 海昇（鮮魚･飼料等の販売事業）
- 四急運輸（一般貨物運送事業）
- 西日本養鰻（鰻養殖事業）
- 日振島アクアマリン有限責任事業組合（マグロ養殖事業）